# Nātha
Les nātha, (Sanskrit devanāgarī नाथ ; hindi nāth) ou encore les nāthayogin sont liés à un ordre religieux et philosophique en relation avec le shivaïsme, fondé par Matsyendranath et dont l'un des plus illustres représentants fut Gorakhnāth qui vécut au XIe ou XIIe siècle. 
Le terme nātha vient de la racine verbale (dhātu) sanscrite nāth dans le sens de dominer, être maître de. Nātha signifie à la fois protecteur, maître, seigneur, et même époux.
Les nātha font aussi partie de la tradition du yoga tantrique qui se base sur la seule transmission de maître à disciple de pratiques courantes ou plus secrètes.